# Plecia tecta
Plecia tecta är en tvåvingeart som beskrevs av Hardy 1949. Plecia tecta ingår i släktet Plecia och familjen hårmyggor. Inga underarter finns listade i Catalogue of Life.